# Exonym und Endonym
Exonym und Endonym sind zwei Begriffe der Ethnolinguistik bzw. der Namenforschung zur Unterscheidung von lokalen Bezeichnungen, beispielsweise für Orte, Sprachen, Personen und Personengruppen, und Bezeichnungen, die in anderen Sprachen dafür verwendet werden.

## Endonym
Ein Endonym (altgriechisch ἔνδον éndon „innen“ und ὄνυμα ónyma „Name“) ist der Name, der in dem Gebiet verwendet wird, in dem sich das bezeichnete Objekt befindet. Meist gibt es einen offiziellen Namen. Damit das Endonym für Fremdsprachige lesbar ist, wird es in das Schriftsystem des Fremdsprachigen übertragen, für Deutschsprachige beispielsweise in die lateinische Schrift.
Der internationale Ständige Ausschuss für geographische Namen empfiehlt, ausschließlich amtliche endonymische Namenformen für geographische Namen im Gebiet ausländischer Staaten zu verwenden. Dabei werden nur deutsche und französische Umlaute, aber keine anderen diakritischen Zeichen verwendet.
Beispiel für endonyme Namensformen von geographischen Objekten außerhalb des deutschen Sprachraums für die deutsche Sprache sind Praha (deutsch „Prag“), Moskwa (deutsch „Moskau“).

## Exonym
Ein Exonym (altgriechisch ἔξω éxō „außerhalb“ und ὄνυμα ónyma „Name“) ist in der Namensgebung (Toponomastik) eine Ortsbezeichnung (Toponym), die an einem anderen Ort als dem mit ihr bezeichneten geläufig oder üblich ist. Dieser Terminus wird auch auf Personennamen übertragen.
Exonyme haben den Vorteil, dass sie in der jeweiligen Sprache leichter auszusprechen sind und – wo nötig – gebeugt werden können (beispielsweise Mailänder Scala statt „Scala von Milano“) und zugleich dem im betreffenden Sprachraum überlieferten kulturgeschichtlichen Bezug gerecht werden.
Exonyme sind ein natürlicher Bestandteil einer jeden Sprache. Wie viele es gibt, variiert stark und hängt vor allem mit folgenden Faktoren zusammen:
- soziale Kontakte.
- gemeinsame Geschichte: Zum Beispiel haben einige Städte außerhalb des deutschen Sprachgebiets, die zeitweilig zum Heiligen Römischen Reich gehörten, deutsche Namen, wie etwa Lüttich oder Mailand.
- Sprachgeschichte: Im Laufe der Zeit kann sich die Aussprache eines Ortsnamens verändern.
  - in der Ausgangssprache, während in der Zielsprache die ursprüngliche Aussprache erhalten bleibt, vergleiche alttschechisch Praga > deutsch Prag (neutschechisch Praha); altfranzösisch Paris (Aussprache [pa'ris]) > deutsch Paris (aber neufranzösisch [pa'ʁi] ohne -s).
  - in der Zielsprache, während in der Ausgangssprache keine Veränderung eintritt, vergleiche mittelhochdeutsch = schweizerdeutsch Schwyz (als Orts-, Kantons- und Landesname) > später frühneuhochdeutsch/deutsch Schweiz (Diphthongierung).
- lautliche Kompatibilität zwischen Ausgangs- und Zielsprache:
  - auf der Ebene der Einzellaute, das heißt, die Einzellaute eines betreffenden Toponyms sind in der Zielsprache nicht vorhanden und müssen durch einen passenden ähnlichen Laut ersetzt werden, vergleiche spanisch Madrid (Aussprache [ma'ðrið]) > deutsch Madrid (ausgesprochen [ma'dʀɪt]).
  - auf der Ebene der Phonotaktik (Verbindungen von Einzellauten), vergleiche deutsch Schweiz > finnisch Sveitsi (ausgesprochen ['svejtsi]), also mit Ersatz des im Finnischen unbekannten <sch> (= [ʃ]) durch <s> (= [s]) und durch den Sprossvokal -i am Wortende, da ein Wortauslaut -ts im Standardfinnischen unmöglich ist. In einigen slawischen Sprachen gibt es vokallose Silben (das heißt die Konsonanten besitzen dann silbischen Charakter); da dies in anderen Sprachen nicht möglich ist, müssen Vokale eingefügt werden: serbisch Србија Srbija > deutsch Serbien.
- Einfluss von Mittlersprachen, z. B. ist der Klang von Kolkata deutsch gelesen oder Kalkutta englisch gelesen näher an den indischen Aussprachen als die deutsche Lesung von Kalkutta, andere Namen gehen auf latinisierte Schreibungen zurück.
- Bedürfnis nach wörtlicher Übersetzung; z. B. heißt Österreich auf Schwedisch Österrike und auf Finnisch Itävalta (itä = „Osten“, valta = „Reich“).

Oft werden Toponyme in der Ausgangssprache und der Zielsprache zwar gleich geschrieben, aber unterschiedlich ausgesprochen. So weichen zwar die Schreibweisen von London, Madrid, Edinburgh, Göteborg und Paris im Deutschen nicht von der Ausgangssprache ab, wohl aber ihre Lautung.
Ebenso wie andere Wörter können auch Exonyme im Laufe der Zeit außer Gebrauch kommen und durch den aus der Ausgangssprache entlehnten Namen oder auch ein anderes Exonym ersetzt werden, z. B. Nanzig für Nancy, Neuyork für New York, Antorf für Antwerpen, Buchenland für die Bukowina (rumänisch Bucovina), Lodomerien für Wolhynien (ukrainisch Волинь Wolyn), Agram für Zagreb, Naugard für Nowgorod. Einen entscheidenden Einfluss auf den Fortbestand seltener auftretender Exonyme haben die Medien. So war die Aussprache von Barcelona mit [ts] vor den Olympischen Spielen von 1992 ein weit verbreitetes und akzeptiertes lautliches Exonym, ist inzwischen aber seltener geworden.
Neben der Zeit sind das Ausmaß sprachlicher Bildung, aber auch das Selbstverständnis und das Selbstvertrauen im Hinblick auf die eigene Sprache entscheidende Faktoren im Umgang mit Exonymen. Spanische oder französische Muttersprachler etwa unterscheiden sich in diesen beiden Punkten beträchtlich von deutschen Muttersprachlern; letztere sind im Vergleich deutlich eher bereit, fremdsprachige Lautungen zu übernehmen.
Von den Exonymen zu unterscheiden sind durch Umbenennungen von Orten entstandene Historizismen, z. B. Chemnitz (vor 1953 und seit 1990) versus Karl-Marx-Stadt (1953–1990), Nieuw Amsterdam (bis 1664) versus New York (seit 1664) oder Sankt Petersburg (bis 1914 und seit 1991) versus Petrograd (1914–1924) und Leningrad (1924–1991). Hier ist in erster Linie ein zeitlicher, kein geografischer Unterschied in der Verwendung festzustellen, auch wenn zu der chronologischen Dimension ein Sprachenwechsel hinzukommen kann wie in den letzten beiden Beispielen.

### Deutsche Exonyme
Deutsche Exonyme für fremdsprachige Toponyme sind beispielsweise:
- Albanien für Shqipëria
- Armenien für Hayastan (Հայաստան)
- Arnheim für Arnhem
- Brünn für Brno
- Belgrad für Beograd (Београд)
- Florenz für Firenze
- Genua für Genova
- Georgien für Sakartwelo (საქართველო)
- Griechenland für Elláda (Ελλάδα)
- Japan für Nippon (日本)
- Kairo für Al-Qahira (القاهرة)
- Kalkutta für Kolkata (কলকাতা)
- Kanton für Guangzhou (廣州 / 广州), selten auch für Guangdong (廣東 / 广东)
- Kiew für Kyjiw (Київ – deutsche Ableitung vom russischen Киев Kijew)
- Kopenhagen für København
- Kroatien für Hrvatska
- Lemberg für Lwiw
- Lissabon für Lisboa
- Mailand für Milano
- Maria-Theresiopel für Subotica (Суботица) – historisch
- Moskau für Moskwa (Москва)
- Neapel für Napoli
- Nimwegen für Nijmegen
- Padua für Padova
- Peking für Běijīng (北京)
- Posen für Poznań
- Prag für Praha
- Pressburg für Bratislava
- Rom für Roma
- Schönfeld für Tolmezzo im Friaul
- Tiflis für Tbilissi (თბილისი)
- Turin für Torino
- Ungarn für Magyarország
- Venedig für Venezia
- Warschau für Warszawa

Deutsche Exonyme für fremdsprachige Personennamen (Anthroponyme):
- Avicenna für Ibn Sina (ابن سينا)
- Jesus für Jeschua (ישוע)
- Johann Comenius für Jan Komenský
- Konfuzius für Kǒng Fūzǐ (孔夫子)
- Ludwig XIV. für Louis XIV
- Mark Aurel für Marcus Aurelius
- Wilhelm der Eroberer für Guillaume le Conquérant (französisch) bzw. William the Conqueror (englisch)

### Fremdsprachige Exonyme
Fremdsprachige Exonyme für deutschsprachige Toponyme sind beispielsweise:
- Aachen: französisch Aix-la-Chapelle, spanisch Aquisgrán, tschechisch Cáchy, polnisch Akwizgran, niederländisch Aken, italienisch Aquisgrana
- Berlin: portugiesisch Berlim, italienisch Berlino, tschechisch/spanisch Berlín, niederländisch Berlijn
- Deutschland: kroatisch Njemačka, serbisch Nemačka, polnisch Niemcy, französisch Allemagne, portugiesisch Alemanha, spanisch Alemania, finnisch Saksa, lettisch Vācija, litauisch Vokietija, Maori Tiamana, schwedisch/dänisch/norwegisch Tyskland, englisch Germany, italienisch Germania, russisch Germanija
- Glücksburg: dänisch Lyksborg
- Graz: slowenisch Gradec, tschechisch Štýrský Hradec
- Hamburg: finnisch Hampuri, dänisch Hamborg, französisch Hambourg, tschechisch Hamburk, spanisch Hamburgo, italienisch Amburgo
- Hannover: englisch Hanover, französisch Hanovre, polnisch Hanower, portugiesisch Hanôver
- Jülich: niederländisch Gulik, französisch Juliers
- Klagenfurt am Wörthersee: slowenisch Celovec ob Vrbskem jezeru
- Köln: englisch/französisch Cologne, tschechisch Kolín nad Rýnem, spanisch/italienisch Colonia, niederländisch Keulen, polnisch Kolonia
- Leipzig: polnisch Lipsk, tschechisch Lipsko, rumänisch Lipsca, ungarisch Lipcse, portugiesisch Lípsia, italienisch Lipsia
- Mainz: tschechisch Mohuč, polnisch Moguncja, englisch/französisch Mayence, italienisch Magonza, spanisch Maguncia
- München: italienisch Monaco (di Baviera, in Abgrenzung zum Fürstentum Monaco), englisch/französisch Munich, spanisch Múnich, portugiesisch Munique, polnisch Monachium, tschechisch Mnichov
- Nürnberg: afrikaans/niederländisch Neurenberg, englisch/französisch/katalanisch Nuremberg, spanisch Núremberg, italienisch Norimberga, tschechisch Norimberk, litauisch Niurnbergas, lettisch Nirnberga, polnisch Norymberga, portugiesisch Nuremberga
- Österreich: englisch/spanisch/italienisch Austria, französisch Autriche, arabisch Nimsa, tschechisch Rakousko, finnisch Itävalta
- Stuttgart: italienisch Stoccarda, polnisch Sztutgart, portugiesisch Estugarda
- Wien: slowenisch Dunaj, ungarisch Bécs, serbisch/kroatisch Beč, tschechisch Vídeň, polnisch Wiedeń, französisch Vienne, englisch/italienisch Vienna, niederländisch Wenen, rumänisch/spanisch Viena, türkisch Viyana